# Gemünden am Main
Gemünden am Main település Németországban, azon belül Bajorországban. Lakosainak száma 10 012 fő (2023. december 31.). Gemünden am Main Rieneck, Gräfendorf, Karsbach, Gössenheim, Karlstadt, Lohr am Main, Neuendorf, Ruppertshüttener Forst és Langenprozeltener Forst községekkel határos.

## Népesség
A település népessége az elmúlt években az alábbi módon változott:
| Lakosok száma | 2319 | 3289 | 6528 | 10 411 | 10 290 | 10 153 | 10 204 | 10 119 | 10 017 | 10 012 |
|               | 1875 | 1950 | 1975 | 2011   | 2013   | 2014   | 2016   | 2019   | 2021   | 2023   |